# Campionat del Món de Trial indoor 2007
|  | Per al campionat del món a l'aire lliure d'aquell any, vegeu Campionat del Món de Trial 2007 |

La temporada de 2007 del Campionat del Món de Trial indoor fou la 15a edició d'aquest campionat, organitzat per la FIM. El calendari oficial constava de 9 proves puntuables, celebrades entre el 14 de gener i el 17 de març. Dues de les proves programades es disputaren als Països Catalans: el Trial Indoor de Barcelona (4 de febrer) i el de Maó (24 de febrer).
Aquella temporada, Toni Bou guanyà el primer dels seus 19 campionats mundials indoor, que juntament amb els seus 18 mundials a l'aire lliure (a data de juliol de 2025) el situen com al pilot amb més títols mundials en la història del trial i del motociclisme en general. Bou havia abandonat Beta després de sis temporades en fitxar per Montesa, on tenia de companys Takahisa Fujinami, quart classificat aquell any, i Dougie Lampkin, cinquè.
Aquell any, un cop més, totes les proves puntuables les van guanyar catalans i, a més, els tres primers classificats del campionat i cinc dels deus primers eren també catalans. La classificació final de la temporada de 2007 (Bou campió i Adam Raga i Albert Cabestany alternant-se entre el segon i el tercer lloc) es va anar repetint invariablement des d'aleshores fins a la temporada del 2016.

## Sistema de puntuació
| Posició | 1  | 2 | 3 | 4 | 5 | 6 | 7 | 8 |
| Punts   | 10 | 8 | 6 | 5 | 4 | 3 | 2 | 1 |

## Calendari
| Ronda | Data         | Prova     | Lloc            | Guanyador        |
| ----- | ------------ | --------- | --------------- | ---------------- |
| 1     | 14 de gener  | Espanya   | Granada         | Toni Bou         |
| 2     | 20 de gener  | Rússia    | Sant Petersburg | Toni Bou         |
| 3     | 26 de gener  | França    | Marsella        | Adam Raga        |
| 4     | 4 de febrer  | Espanya   | Barcelona       | Toni Bou         |
| 5     | 10 de febrer | Portugal  | Lisboa          | Toni Bou         |
| 6     | 17 de febrer | Itàlia    | Milà            | Albert Cabestany |
| 7     | 24 de febrer | Espanya   | Maó             | Albert Cabestany |
| 8     | 10 de març   | Argentina | Buenos Aires    | Cancel·lada      |
| 9     | 17 de març   | Espanya   | Madrid          | Adam Raga        |

## Classificació final
| Posició | Pilot             | Motocicleta | Punts |
| ------- | ----------------- | ----------- | ----- |
| 1       | Toni Bou          | Montesa HRC | 67    |
| 2       | Adam Raga         | Gas Gas     | 57    |
| 3       | Albert Cabestany  | Sherco      | 54    |
| 4       | Takahisa Fujinami | Montesa HRC | 41    |
| 5       | Dougie Lampkin    | Montesa HRC | 36    |
| 6       | Jeroni Fajardo    | Beta        | 30    |
| 7       | Tadeusz Błażusiak | Beta        | 10    |
| 8       | Shaun Morris      | Gas Gas     | 4     |
| 9       | Marc Freixa       | Scorpa      | 3     |
| 10      | Jérôme Bethune    | Gas Gas     | 2     |